# Maren Morris
Maren Larae Morris (Arlington, 10. travnja 1990.) američka je pjevačica i tekstopisac. Ukorijenjena u žanru country, njezina glazba spaja elemente popa i R&B-a. Morris je osvojila višestruka priznanja uključujući nagradu Grammy, American Music Award, pet nagrada Country Music Association Awards i pet nagrada Academy of Country Music Awards.
Morris je rođena u Arlingtonu, gdje je i odrasla. U djetinjstvu je uživala u pjevanju. Počela je javno nastupati u svojim predtinejdžerskim godinama i nastupala je na turnejama po Teksasu. U kasnim tinejdžerskim i ranim dvadesetim godinama izdala je tri studijska albuma. Preselila se u Nashville kako bi nastavila karijeru u country-glazbi. Morris je potpisala izdavački ugovor, a kasnije i ugovor o snimanju nakon uspjeha streaminga njezinog EP-a iz 2015.
Morrisin debitantski studijski album Hero iz 2016. objavljen je na Columbia Nashvilleu i spojio je country s R&B-om. Njezin vodeći singl My Church postao je njezin singl na country-radiju, a uslijedile su komercijalno uspješne pjesme »80s Mercedes«, »I Could Use a Love Song« i »Rich«. Godine 2018. Morris je surađivala s Greyjem i Zeddom na pjesmi »The Middle«. Objavljena kao singl, pjesma je postala jedna od najprodavanijih pop-pjesama u više zemalja. Peti album pod nazivom Girl objavila je 2019. Album je miješao country s raznim glazbenim stilovima i sadržavao je suradnje s različitim glazbenicima. Najprodavaniji singlovi albuma bili su »Girl« i »The Bones«. Morris je 25. ožujka 2022. objavila svoj šesti studijski album pod nazivom Humble Quest. Album je Morris donio Guinnessov svjetski rekord za najviše streamova prvog dana i prvog tjedna za country-album neke glazbenice na Amazon Musicu.
Osim solo karijere, nastupala je kao članica grupe The Highwomen te je pjevala sa svojim bivšim suprugom Ryanom Hurdom. Dva njena albuma ceritificirana su po broju prodanih primjeraka u Sjevernoj Americi. Imala je tri pjesme na prvom mjestu Billboard Country Airplay ljestvicee te osam pjesama u deset najboljih na Billboard Hot Country Songs ljestvici.
Uvrštena je na Forbesovu listu 30 ispod 30 2018. godine. Časopis Out prepoznao ju je kao jednu od najutjecajnijih i najutjecajnijih LGBTQ+ glazbenica 2024. Billboard je uvrstio Morris na svoj popis 50 najuspješnijih country izvođača 2010-ih. Godine 2024. uvrštena je na njihov popis 100 najvećih country-glazbenika svih vremena. 